# Bakur III. od Iberije
Bakur III. od Iberije (gruz.: ბაკურ III), iz dinastije Hosroida, bio je posljednji kralj Iberije (Kartlija, istočna Gruzija). Njegovom smrću, 580. godine,  Sasanidi su ukinuli iberijsku monarhiju.
Na prijestolju je naslijedio svog oca Farsmana VI. Datum njegovog stupanja na prijestolje nije poznat, ali vladao je kao suvremenik perzijskog Velikog kralja Hormizda IV. Bakurova vlast bila je prilično ograničena i teško se protezala dalje od njegove tvrđave u Udžarmi, dok su glavnim gradom Tbilisijem i Unutarnjom Iberijom izravnije upravljali Sasanidi. Kad je umro 580. godine, Hormizd IV., iskoristio je priliku ukinuti kraljevstvo u Iberiji.
Bakur III. je bio oženjen i imao sina Adarnaza, koji je bio eristavi od Kahetije. Povjesničar Kiril Tumanov mu pripisuje dvoje dodatne hipotetske djece: Vahana i Brzmeha.